# 139
Cette page concerne l'année 139  du calendrier julien. Pour l'année 139 av. J.-C., voir 139 av. J.-C. Pour le nombre 139, voir 139 (nombre).
L'année 139 est une année commune qui commence un mercredi.

## Événements
- 5 décembre : Marc Aurèle est nommé César[1]. Il se fiance avec Faustine la Jeune, fille d’Antonin le Pieux, qu'il épouse en 145[2].

- Début de la construction du mur d'Antonin en Bretagne, au nord du mur d'Hadrien, entre les golfes du Forth à l’est et la Clyde, à l’ouest, par le gouverneur Quintus Lollius Urbicus (139-142)[3].
- Antonin célèbre le retour de la période sothiaque de 1461 ans par une monnaie au phénix frappée à Alexandrie.

## Décès en 139
- Zhang Heng : astronome, mathématicien, inventeur, artiste et érudit de littérature chinois.